# Husmansknölen
Husmansknölen este o arie protejată (arie specială de conservare — SAC, sit de importanță comunitară — SCI, arie de protecție specială avifaunistică — SPA) din Suedia întinsă pe o suprafață de 97,7 ha, integral pe uscat.

## Localizare
Centrul sitului Husmansknölen este situat la coordonatele 60°48′49″N 12°35′01″E / 60.8137°N 12.5835°E.

## Înființare
Situl Husmansknölen a fost declarat sit de importanță comunitară în aprilie 2004 pentru a proteja 4 specii de animale. Alte tipuri de protecție:
- arie de protecție specială avifaunistică (în aprilie 2004)[2]
- arie specială de conservare (în martie 2011)[1][3][4]

## Biodiversitate
Situată în ecoregiunea boreală, aria protejată conține 3 habitate naturale: Mlaștini împădurite, Mlaștini turboase de tranziție și turbării mișcătoare, Taiga vestică.
La baza desemnării sitului se află mai multe specii protejate de  păsări (4): cocoșul de mesteacăn (Bonasa bonasia), ciocănitoare neagră (Dryocopus martius), ciocănitoare de munte (Picoides tridactylus),  cocoș de munte (Tetrao urogallus).